# Merlin (série littéraire, Laurence Carrière)
 (septembre 2019).
Si vous disposez d'ouvrages ou d'articles de référence ou si vous connaissez des sites web de qualité traitant du thème abordé ici, merci de compléter l'article en donnant les références utiles à sa vérifiabilité et en les liant à la section « Notes et références ».
Pour les articles homonymes, voir Merlin (homonymie).
Merlin est une série de six livres pour la jeunesse de Laurence Carrière, éditée par Les Éditeurs réunis. Ces romans s'inspirent librement de la légende arthurienne.

## La série
L'auteur québécois M. Laurence Carrière raconte l'enfance de Merlin l'enchanteur sous forme de romans fantastiques et historiques. La série comprend actuellement 6 tomes, mais d’autres sont en écriture.
- Tome 1 : L'école des druides, 2009  (ISBN 978-2895850106)
- Tome 2 : L'épée des rois, 2009  (ISBN 978-2895850113)
- Tome 3 : Le monde des ombres, 2009  (ISBN 978-2895850120)
- Tome 4 : Les portes de glace, 2009  (ISBN 978-2895850441)
- Tome 5 : L'étrange pays des fées, 2010  (ISBN 978-2895850687)
- Tome 6 : La colère des géants, 2012  (ISBN 978-2895853299)

Les aventures de Merlin prennent surtout place en Bretagne, et dans les alentours (royaumes des Saxons et des Francs), mais parfois aussi dans des lieux de la création de l'auteur (monde des ombres, monde des nuées, dimensions parallèles au « vrai » monde).

## Personnages

### Personnages principaux

#### Famille proche
- Myrddhin, Merlinus ou Merlin Ambrosium : Héros de l'histoire, druide et guerrier.
- Aurèle Ambrosium : Père adoptif de Merlin.
- Optima ou Galdira : Mère de Merlin.
- Uther Ambrosium : Oncle de Merlin et grand seigneur de toute la Bretagne à partir du deuxième tome.
- Malteus : Le vrai père de Merlin. Ce dernier l'apprendra à la fin du tome 3 de la bouche de sa mère Galdira.

#### Troupe de Merlin
Lors de ses aventures à travers différents pays, Merlin est souvent accompagné de ses plus fidèles compagnons :
- Galegantin : L'un des meilleurs amis de Merlin. C'est un chevalier.
- Marjean : Écuyer de Galegantin, puis chevalier à part entière
- Sybran le Rouge : Bon ami de Merlin, il fait partie de sa troupe de guerriers.
- Bredon : Sergent de Merlin. Il deviendra écuyer de Marjean dans le cinquième tome.
- Jeanbeau : Rescapé d'un campement Saxons. Il était enfermé avec Uther Ambrosium.
- Donaguy : Rescapé d'un campement Saxons. Il était enfermé avec Uther Ambrosium.
- Cormiac : Il deviendra le sergent de Merlin dans le cinquième tome.
- Tano : Neveu de Sybran le Rouge (s'ajoute plus tard a la troupe)
- Syphelle : Guerrière picte (s'ajoute plus tard à la troupe)

#### Autre
- Faucon: Nom donné par Merlin à l'animal qui lui tient compagnie. Le garçon a fait sa connaissance dans le premier tome de la série. Il est présent sur la première de couverture du premier tome et sur la quatrième de couverture de tous les autres.
- |Ninianne : Amie fée de Merlin. Fille du Seigneur Lac, elle est aussi connue sous le nom de Viviane lorsqu'elle devient Dame du Lac.
- Gulfalf : Ennemi de Merlin. Chef d'une troupe guerrière saxonne.
- Kennelec : Ancien ami de Merlin à l'école des druides, mais il s'est retourné contre lui.
- Mimas le nain : Serviteur de Malteus, un seigneur noir du monde des ombres. On apprend dans le troisième tome qui il est véritablement. Il peut faire rarement preuve de compassion. Son nom est quelque peu ironique car il tire son origine du géant Mimas de la mythologie grecque.
- Malteus : Créature démoniaque gouvernant une partie du monde des ombres et véritable père de Merlin.
- Seigneur Lac : Père de Ninianne, règne sur le monde des fées. Il est aussi connu sous le nom de Rivannor de Bellegarde.
- Mirypale Evianne Theanselan : Mère de Ninianne, elle s'est fait kidnapper par le terrible géant Ymir il y a de cela très longtemps. Merlin partira à sa recherche dans le quatrième tome.
- Vivéanne : Sœur de Ninianne. On n'entend parler d'elle que dans le cinquième tome.
- Anise : Copine passagère de Merlin. Il la rencontre dans le deuxième tome.
- Reine Mahagann : Druidesse noire vivant sur une île déserte. Elle sera tuée par Merlin et ses compagnons.

### Autres personnages
- Teliavres : Maitre de Merlin, devient le Grand Druide de toute la Bretagne et Maitre Druide de Cerloise.
- Vortiger
- Père Eugène : Le mentor de Merlin.
- Anton
- Arthur
- Annannielle
- Bevède : Dryade, amie de Ninianne et de Merlin.
- Dynitar
- Athanas
- Ogier le Borgne